# Yoshiki Nakai
Yoshiki Nakai (中井 義樹 Nakai Yoshiki?), född 4 januari 1983 i Osaka prefektur, är en japansk före detta fotbollsspelare.
Nakai började sin karriär 2001 i Cerezo Osaka. Efter Cerezo Osaka spelade han för Thespa Kusatsu, SP Kyoto FC (Sagawa Printing) och V-Varen Nagasaki. Han avslutade karriären 2015.